# Par force!
Par force!, op. 308, är en polka av Johann Strauss den yngre. Den framfördes första gången den 8 februari 1866 i Redouten-Saal i slottet Hofburg i Wien.

## Historia
Polkan komponerades till en maskeradbal som hölls till förmån för de blinda. Balen ägde rum i slottet Hofburg den 8 februari 1866 och dagen därpå skrev tidningen Der Zwischenakt om händelsen: "Som alltid bevistade en elegant publik 'De blindas bal'. Musiken, dirigerad av Hovdirigenten Johann Strauss, lämnade inget övrigt att önska".
Trots att Par force! spelades första gången den 8 februari verkar det som om Strauss kan ha haft för avsikt att spela den tio dagar tidigare den 29 januari vid "Strauss Välgörenhetsmaskeradbal" i Sofienbad-Saal. Pressen annonserade att bröderna Johann, Josef och Eduard Strauss var och en skulle bidraga med en ny komposition till festen, varav Johann Strauss verk var en snabbpolka med titeln Durch!. Samtida rapportering gör det emellertid klart att endast två av de tre nya verken i själva verket framfördes: Josefs snabbpolka For ever (op. 193) och Eduards Pirouette-Polka (op. 22). Av någon orsak framfördes aldrig Johann Strauss polka Durch!. En förklaring till det förlorade verket kan ligga i titlarna på de två polkorna - "Durch!" och "Par force!". Det tyska ordet 'durch' har i princip samma innebörd som det franska ordet 'par': 'genom', 'med' eller 'med hjälp av'. Då Par force! var Johann Strauss enda snabbpolka under karnevalen 1866 och då ingen snabbpolka med titeln Durch! ingår i hans verkförteckning, kan det antas att de två titlarna handlar om samma verk.
Långt senare skulle Strauss återanvända ett motiv från polkan till Kálmán Zsupans kuplett ('Kriegsabenteuer Couplet') "Gib Acht, es kracht" i akt III av operetten Zigenarbaronen (1885).

## Om polkan
Speltiden är ca 2 minuter och 35 sekunder plus minus några sekunder beroende på dirigentens musikaliska tolkning.